# Constâncio III
Flávio Constâncio (em latim: Flavius Constantius Augustus; m. 2 de setembro de 421), geralmente conhecido como Constâncio III, foi o imperador do Império Romano do Ocidente por sete meses em 421 Um proeminente general e político, ele foi o poder por trás do trono por toda a década de 410 e, em 421, co-imperador com Honório.

## Biografia

### Primeiros anos e ascensão ao trono

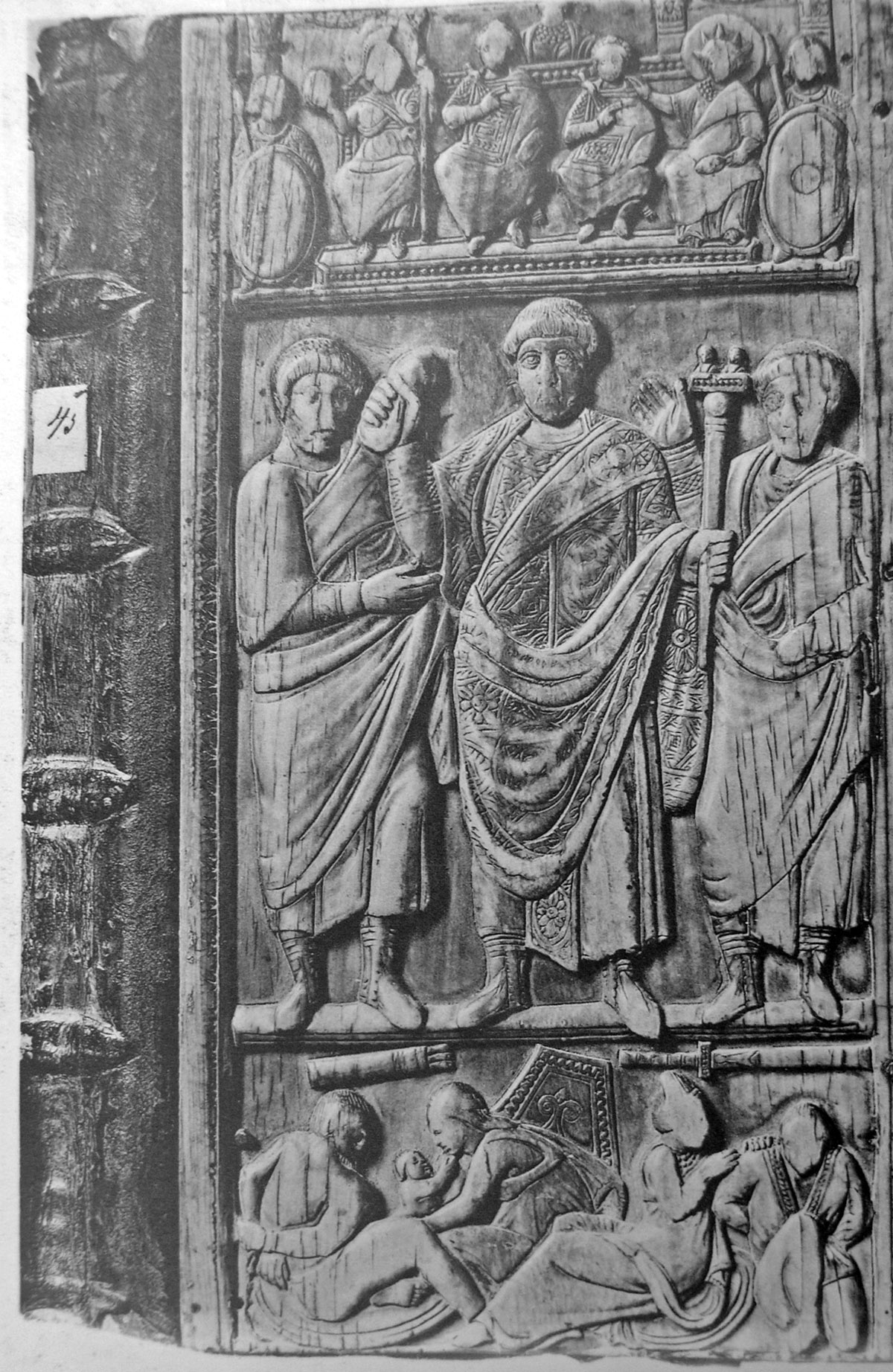
Díptico consular de Constâncio III, produzido para o seu consulado de 413 ou 417.
Em madeira, na catedral de Halberstadt.

Constâncio nasceu em Naísso (atual Niš, na Sérvia) e foi provavelmente um soldado de carreira que chegou à posição de mestre dos soldados (magister militum) sob Honório.
Em 411, ele derrotou Gerôncio, o general do usurpador Máximo e de Constantino III, outro usurpador, de Arelate (atual Arles, na França). Constantino tinha se revoltado contra Honório (407), porém ele desfez sua aliança com o general Gerôncio, que tinha proclamado Máximo como imperador contra tanto Honório quanto Máximo (409). Gerôncio conseguiu então cercar Constantino na cidade de Arelate (411), mas a chegada das tropas de Constâncio da Itália o colocou em sérios problemas, tendo agora que manter um cerco enquanto estava também cercado. Gerôncio foi traído por suas tropas e assassinado na Hispânia. Estando o hábil general deposto, Constâncio cercou a cidade por três meses até que o general de Constantino, Edóbico, que tinha sido enviado em missão para conseguir aliados além da fronteira, retornou com um enorme exército de francos e alamanos. Perante as muralhas de Arelate, Constâncio e Úlfilas confrontaram e derrotaram Edóbico, que foi em seguida traído e morto por Ecdício. Constantino foi então obrigado a se render à Constâncio quando suas tropas no Reno o abandonaram em prol de ainda outro usurpador, Jovino. Constâncio concedeu um salvo-conduto para Constantino, que tinha se tornado um padre ordenado, mas depois o capturou e matou.
Em 412, ele expulsou os visigodos, que eram liderados por Ataulfo, da Itália. Em 413, ele foi eleito para o seu primeiro consulado. Em 414, ele iniciou uma ofensiva militar contra os visigodos. Em resposta, Ataulfo proclamou Prisco Átalo - que já tinha sido um usurpador sob Honório em 410 - como imperador. O bloqueio imposto por Constâncio sobre os portos da Gália foi tão efetivo que os visigodos fugiram da região para a Hispânia em 415. Átalo também tentou fugir, mas foi capturado pelas tropas de Constâncio e enviado à Ravena. Com a morte de Ataulfo e de seu sucessor, Sigerico, naquele mesmo ano Constâncio assinou um tratado com o novo rei visigodo, Vália: em troca de 600 000 celemins de trigo e as terras da região da Aquitânia, dos Pirenéus até o Garona, os visigodos juraram lutar juntamente com os romanos, como aliados oficiais ou como um estado vassalo do império (federados), contra os vândalos, os alanos e os suevos que, em 407, tinham cruzado o Reno e estavam todos estacionados agora na Hispânia. O acordo também tratou da libertação de Gala Placídia, a irmã de Honório, que tinha sido capturada no saque de Roma em 410.
Constâncio foi apontado como patrício e, em 417, o ano de seu segundo consultado (com Honório como colega), ele se casou com Gala, se juntando à Casa de Teodósio. O casal teve dois filhos: Justa Grata Honória (nascida em 417/418) e o futuro imperador Valentiniano III (nascido em 419). Em 420, ele foi apontado como cônsul pela terceira vez, com o imperador do oriente Teodósio II como colega.

### Breve reinado e morte
Em 8 de fevereiro de 421, Constâncio foi apontado co-imperador com o seu cunhado Honório, se tornado o verdadeiro mestre no ocidente. Curiosamente, ele reclamou da perda de sua liberdade pessoal que o novo cargo implicaria. A elevação de Constâncio, porém, não foi reconhecida pelo seu colega no oriente, Teodósio II, que era sobrinho de Honório.
Diz-se que Constâncio estava organizando uma expedição militar contra o oriente para forçar o reconhecimento do que ele entendia como seu direito, quando ele morreu subitamente em 2 de setembro de 421, apenas sete meses após ter sido elevado. Ele era o arquétipo do soldado hábil e do político capaz que o Império Romano do Ocidente necessitava desesperadamente naquela época.
O sucesso de Constâncio em ascender, de líder do exército romano a imperador, claramente influenciou as ações dos futuros detentores do cargo patrício, uma lista que inclui Flávio Aécio e Ricímero. Porém, apenas Petrônio Máximo repetiu o feito, ainda que seu reino tenha sido ainda menor que o de Constâncio.